# DRC
“Dansk RessourceCenter for e-bøger” (DRC) blev startet i 2001 som Danmarks videnscenter på e-bogsområdet af Pia Bechmann (2001-07) og Rikke Kristensen (2001-03), og deres rolle var at indsamle og formidle viden om e-bøger, e-lydbøger og e-bogslæsere. Det var Randers Bibliotek, der stod bag portalen, der blev lagt ind på URL’en Dansk RessourceCenter for e-bøger, men den var uafhængig af biblioteket, der modtog støttekroner fra Biblioteksstyrelsen. Mads Mejer Frederiksen (2005-07) var medredaktør frem til dets lukning i 2007, hvor det var slut med støtten, og DRC blev som følge deraf lukket ved udgangen af året. I dens levetid var der sket meget på e-bogsområdet, og DRC har været med i front i formidlingen og opsamlingen af den udvikling.
DRC havde en omfattende nyhedssektion med seneste nyt inden for alt, hvad der drejede sig om e-bøger. DRC henvendte sig til private, biblioteker og andre interesserede, der efterlyste information om e-bøger. Hver måned blev det gratis “DRC Nyhedsbrev” sendt til abonnenternes e-mail-adresser omhandlende de seneste nyheder og udviklinger indenfor e-bøger og teknologi, men man kunne også få det via et RSS-feed. Det sidste nyhedsbrev blev sendt af sted i januar gældende for december 2007.